# Elio Pagliarani
Elio Pagliarani (* 25. Mai 1927 in Viserba, Provinz Rimini; † 8. März 2012 in Rom) war ein italienischer Dichter, der zur italienischen Neoavanguardia, einer literarischen Bewegung der 1960er Jahre zu zählen ist. Sein Hauptwerk La ragazza Carla erschien 1960 in der italienischen Zeitschrift Il Menabò.

## Leben
Nach dem Studium der Politikwissenschaft in Padua unterrichtete er in den 1940er Jahren an Mailänder Mittelschulen. In den 1950er Jahren arbeitet er als Redakteur für Avanti!, ab 1968 als Theaterkritiker für Paese Sera. Seit den 1960er Jahren lebt er in Rom. Als Redakteur und Autor war er an den wichtigsten Literaturzeitschriften Italiens beteiligt, darunter Officina, Quindici, Il Verri, Nuovi Argomenti, Il Menabò und den von ihm 1971 begründeten Zeitschrift Periodo Ipotetico.
Als Mitglied des neoavantgardistischen Gruppo 63 publizierte er in der Anthologie I Novissimi und zählt zu den Mitbegründern der Cooperativa di scrittori.
Ab 1988 war er der Leiter des internationalen Poesie-Videojournals VIDEOR.

## Werke

### Gedichte
- Cronache ed altre poesie, Schwarz, Mailand 1954.
- Inventario privato, Veronelli, Mailand 1959
- La ragazza Carla in "menabò 2", 1960
- La ragazza Carla e altre poesie, Mondadori, Mailand 1964
- Lezione di fisica, Scheiwiller, Mailand 1964
- Lezioni di fisica e Fecaloro, Feltrinelli, Mailand 1968
- Rosso Corpo Lingua oro pape papa scienza - Doppio ritratto di Nandi con un saggio di Gabriella Sica, Cooperativa Scrittori, Rom 1977
- Poesie da recita (La ragazza Carla - Lezioni di fisica e Fecaloro - Dalla ballata di Rudi) a cura di Alessandra Briganti, Rom 1985
- Esercizi platonici, Acquario, Palermo 1985
- Epigrammi ferraresi, introduzione di Romano Luperini, Manni Editori, Lecce 1987
- La bella addormentata nel bosco, Corpo 10, Mailand 1988
- Per il duemila immediato futuro, disegni a mano di Cosimo Budetta,Intervento di Francesca Bernardini Napoletano,Ogopoco, Agromonte 1998
- Quattro epigrammi da Savonarola, disegni a mano di Cosimo Budetta, Nota introduttiva di Francesca Bernardini Napoletano, Ogopoco, Agromonte 1998
- A Liarosa vent'anni dopo, acquerello di Eugenia Serafini, Edizioni Pulcinoelefante, Osnago 2001
- La Ragazza Carla A Girl named Carla, translated into English by Luca Paci with Huw Thomas, Troubador, UK 2006

### Anthologien
- I maestri del racconto italiano (in collaborazione con Walter Pedullà), Rizzoli, Milano, 1964
- Manuale della poesia sperimentale (in collaborazione con Guido Guglielmi), Mondadori, Milano, 1966
- Tutte le poesie (1946–2005), Garzanti, Milano, 2006

### Theater
- Le sue ragioni (musica di Angelo Paccagnini), Milano, 1960
- Pelle d'asino (in collaborazione con Alfredo Giuliani), Scheiwiller, Milano, 1964
- Rosso Corpo Lingua (musica di Andrea Ciullo), Galleria Arti Visive di Sylvia Franchi, Milano, 1979
- A tratta si tirano da “La ballata di Rudi” (musica di Andrea Ciullo), Galleria Nazionale d’Arte Moderna, Roma, 1983
- La bella addormentata nel bosco, Corpo 10, Milano, 1987
- La bestia di porpora o Poema di Alessandro ne L'Illuminista,rivista di cultura contemporanea diretta da Walter Pedullà,n.2-3, autunno inverno 2000,pp.41-87
- IV Epigramma da gli “Eccetera di un contemporaneo” (musica di Andrea Ciullo), E-theatre[2], Roma, 2007

### Aufsätze
- Il fiato dello spettatore, Marsilio, Padova, 1972
- Giovanni Pascoli, Ist. Poligrafico dello Stato, Roma, 1998
- Epigrammi. Da Savonarola, Martin Lutero..., Manni Editori, Lecce, 2001

### Sammelbände
- La ragazza Carla e nuove poesie, a cura di Alberto Asor Rosa, Mondadori, Milano, 1978
- Poesie da recita. La ragazza Carla, Lezione di fisica e Fecaloro, dalla Ballata di Rudi, a cura di Alessandra Briganti, Bulzoni, Roma, 1985
- Poesie d’amore e disamore, a cura di Plinio Perilli, Mancosu, Roma, 1994 (contiene le prime due raccolte)
- La pietà oggettiva. (Poesie 1947-1997), a cura di Plinio Perilli, Fondazione Piazzolla, Roma, 1997
- Romanzi in versi (La ragazza Carla, La ballata di Rudi), Mondadori, Milano, 1997
- Tutte le poesie(1946-2005), a cura di Andrea Cortellessa, Garzanti, Milano, 2006

#### Kritik
- Franco Fortini, Pagliarani, 1959, in Id. Saggi italiani, Milano, 1987
- Giovanni Raboni, Tre libri di poesia, in "Aut-aut" 1963 ora in Id., La poesia che si fa, Milano, 2005
- Guido Guglielmi, Recupero della dimensione epica, in "Paragone", XIV, 1963
- Enzo Siciliano, in Prima della poesia, Firenze, 1965
- Walter Pedullà, Elio Pagliarani, in AA.VV., Letteratura italiana. I contemporanei, vol. VI, Milano, 1974
- Walter Siti: Lezioni di fisica e Fecaloro, in Id., Il realismo dell'avanguardia, Turin, 1975
- Romano Luperini, Elio Pagliarani, in Il Novecento, Torino, 1981
- Gabriella Di Paola, La ragazza Carla:linguaggio e figure, con una premessa di Ignazio Baldelli, Roma, 1985
- G. Pianigiani, La Ballata di Rudi di Elio Pagliarani: romanzo-partitura e drammaturgia antilirica, in "Allegoria", n. 23, a. VIII, 1996
- Fausto Curi, Pagliarani, in Id. La poesia italiana del Novecento, Bari Roma, 1999
- M. Marrucci, Effetti di romanzizzazione in Elio Pagliarani, in "Moderna", n.2, a. II, 2000
- C. Eccher, Sulla Ballata di Rudi di Elio Pagliarani, in "Avanguardia", n. 20, a. VII, 2002
- Luigi Ballerini, Della violenta fiducia ovvero di Elio Pagliarani in prospettiva, in Elio Pagliarani, Atti della giornata di studi di Los Angeles del 7 ottobre 2003, "Carte italiane.A Journal of Italian Studies edited by the Graduate Students at UCLA",1,2004,pp.21-23
- Fausto Curi, Mescidazione e polifonia in Elio Pagliarani, in Id. Gli stati d'animo del corpo. Studi sulla letteratura dell'Ottocento e del Novecento, Pedragon, Bologna, 2005
- Enrico Testa, Elio Pagliarani, in Dopo la lirica, Torino, 2005
- Luigi Weber, "Pensare che s'appassisca il mare": economia del paesaggio ne La ballata di Rudi di Elio Pagliarani, in Id. Critica, ermeneutica e poesia dagli anni Sessanta a oggi, Allori, Ravenna, 2006
- Mario Buonofiglio, Il suono di sottofondo della città e i turbamenti ritmici della "Carla" del Pagliarani, in Il Segnale, anno XXXI, nr. 93, ottobre 2011; ora disponibile in Academia